# Nuoto pinnato ai Giochi mondiali 2022
Le competizioni di nuoto pinnato ai Giochi mondiali 2022 si sono svolte dall'8 al 9 luglio 2022 al Birmingham CrossPlex di Birmingham in Alabama, negli Stati Uniti d'America. L'evento era originariamente stato calendarizzato nel luglio 2021, ma i Giochi mondiali sono stati riprogrammati per l'anno successivo a seguito del rinvio dei Giochi olimpici estivi di Tokyo 2020, dovuto all'insorgere dell'emergenza sanitaria causata dalla pandemia di COVID-19.

## Podi

### Uomini
| Specialità                              | Oro                                                                  | Argento                                                           | Bronzo                                                               |
| 50 m apnea (dettagli)                   | Zhang Siqian                                                         | Tong Zhenbo                                                       | Kim Chan-yeong                                                       |
| 100 m superficie (dettagli)             | Max Poschart                                                         | Filip Strikinac                                                   | Anastasios Mylonakis                                                 |
| 200 m superficie (dettagli)             | Max Poschart                                                         | Alex Mozsár                                                       | Ádám Bukor                                                           |
| 400 m superficie (dettagli)             | Alex Mozsár                                                          | Yoon Young-joong                                                  | Ádám Bukor                                                           |
| 50 m bi-pinne (dettagli)                | Szymon Kropidłowski                                                  | Stylianos Chatziiliadis                                           | Christos Bonias                                                      |
| 100 m bi-pinne (dettagli)               | Péter Holoda                                                         | Szymon Kropidłowski                                               | Christos Bonias                                                      |
| Staffetta 4×50 m superficie (dettagli)  | Colombia Juan Rodríguez Juan Duque Mauricio Fernández Juan Ocampo    | Cina Zhang Siqian Shan Yongan Wang Zhihao Tong Zhenbo             | Germania Justus Mörstedt Malte Striegler Robert Golenia Max Poschart |
| Staffetta 4×100 m superficie (dettagli) | Germania Robert Golenia Malte Striegler Justus Mörstedt Max Poschart | Colombia Juan Rodríguez Juan Duque Mauricio Fernández Juan Ocampo | Cina Wang Zhihao Tong Zhenbo Zhang Siqian Shan Yongan                |

### Donne
| Specialità                              | Oro                                                | Argento                                                              | Bronzo                                                               |
| 50 m apnea (dettagli)                   | Hu Yaoyao                                          | Shu Chengjing                                                        | Paula Aguirre                                                        |
| 100 m superficie (dettagli)             | Shu Chengjing                                      | Xu Yichuan                                                           | Grace Fernández                                                      |
| 200 m superficie (dettagli)             | Sofiia Hrechko                                     | Dora Bassi                                                           | Csilla Károlyi                                                       |
| 400 m superficie (dettagli)             | Johanna Schikora                                   | Sofiia Hrechko                                                       | Anastasiia Antoniak                                                  |
| 50 m bi-pinne (dettagli)                | Petra Senánszky                                    | Choi Min-ji                                                          | Krisztina Varga                                                      |
| 100 m bi-pinne (dettagli)               | Petra Senánszky                                    | Krisztina Varga                                                      | Zuzana Hrašková                                                      |
| Staffetta 4×50 m superficie (dettagli)  | Cina Shu Chengjing Hu Yaoyao Chen Sijia Xu Yichuan | Colombia Paula Aguirre Diana Moreno Viviana Retamozo Grace Fernández | Corea del Sud Moon Ye-jin Kim Min-jeong Jang Ye-sol Seo Ui-jin       |
| Staffetta 4×100 m superficie (dettagli) | Cina Shu Chengjing Hu Yaoyao Chen Sijia Xu Yichuan | Ungheria Sára Suba Petra Senánszky Csilla Károlyi Krisztina Varga    | Colombia Grace Fernández Viviana Retamozo Diana Moreno Paula Aguirre |

## Medagliere
| Posiz. | Nazione       | Oro | Argento | Bronzo | Totale |
| ------ | ------------- | --- | ------- | ------ | ------ |
| 1      | Cina          | 5   | 4       | 1      | 10     |
| 2      | Ungheria      | 4   | 3       | 4      | 11     |
| 3      | Germania      | 4   | 0       | 1      | 5      |
| 4      | Colombia      | 1   | 2       | 3      | 6      |
| 5      | Ucraina       | 1   | 1       | 1      | 3      |
| 6      | Polonia       | 1   | 1       | 0      | 2      |
| 7      | Corea del Sud | 0   | 2       | 2      | 4      |
| 8      | Croazia       | 0   | 2       | 0      | 2      |
| 9      | Grecia        | 0   | 1       | 3      | 4      |
| 10     | Slovacchia    | 0   | 0       | 1      | 1      |
| Totale | Totale        | 16  | 16      | 16     | 48     |